# Шарлоттаун (Ньюфаундленд і Лабрадор)
Шарлоттаун (англ. Charlottetown) — містечко в Канаді, у провінції Ньюфаундленд і Лабрадор.

## Населення
За даними перепису 2016 року, містечко нараховувало 290 осіб, показавши скорочення на 5,8 %, порівняно з 2011 роком. Середня густина населення становила 9,5 осіб/км².
З офіційних мов обома одночасно володіли 10 жителів, тільки англійською — 285. Усього 5 осіб вважали рідною мовою не одну з офіційних.
Працездатне населення становило 53,1 % усього населення, рівень безробіття — 53,8 % (60 % серед чоловіків та 45,5 % серед жінок). 92,3 % осіб були найманими працівниками, а 0 % — самозайнятими.

## Клімат
Середня річна температура становить 0,5 °C, середня максимальна — 15,8 °C, а середня мінімальна — −17,4 °C. Середня річна кількість опадів — 964 мм.
| Клімат поселення                              | Клімат поселення | Клімат поселення | Клімат поселення | Клімат поселення | Клімат поселення | Клімат поселення | Клімат поселення | Клімат поселення | Клімат поселення | Клімат поселення | Клімат поселення | Клімат поселення | Клімат поселення |
| Показник                                      | Січ.             | Лют.             | Бер.             | Квіт.            | Трав.            | Черв.            | Лип.             | Серп.            | Вер.             | Жовт.            | Лист.            | Груд.            |                  |
| Середній максимум, °C                         | −9,26            | −8,28            | −3,12            | 2,98             | 7,73             | 13,14            | 15,52            | 15,78            | 12,10            | 6,60             | 1,28             | −5,4             |                  |
| Середня температура, °C                       | −13,34           | −12,38           | −7,21            | −1,11            | 3,64             | 9,05             | 12,51            | 12,76            | 9,10             | 3,60             | −1,73            | −8,41            |                  |
| Середній мінімум, °C                          | −17,43           | −16,46           | −11,3            | −5,2             | −0,46            | 4,96             | 9,50             | 9,75             | 6,09             | 0,59             | −4,76            | −11,43           |                  |
| Норма опадів, мм                              | 77               | 80               | 74               | 56               | 68               | 94               | 89               | 91               | 76               | 87               | 83               | 89               |                  |
| Середньомісячна швидкість вітру, м/с          | 6.15             | 6.11             | 6.32             | 5.91             | 5.24             | 5.17             | 4.64             | 4.67             | 5.41             | 5.83             | 6.13             | 6.32             |                  |
| Середньомісячна сонячна радіація, кДж/м²·день | 3207             | 6221             | 10531            | 14626            | 17404            | 18660            | 18094            | 14728            | 10357            | 5840             | 3271             | 2316             |                  |
| --------------------------------------------- | ---------------- | ---------------- | ---------------- | ---------------- | ---------------- | ---------------- | ---------------- | ---------------- | ---------------- | ---------------- | ---------------- | ---------------- | ---------------- |
| Джерело:                                      |                  |                  |                  |                  |                  |                  |                  |                  |                  |                  |                  |                  |                  |